# Appat (Qaanaaq)
Appat è un'isola disabitata della Groenlandia di 103 km². Si trova a 76°34'N 69°45'O; appartiene al comune di Avannaata.